# Zakynthos (Stadt)
Die Stadt Zakynthos (griechisch Ζάκυνθος (f. sg.)) ist der Hauptort und Verwaltungssitz der griechischen Insel und Gemeinde Zakynthos und liegt an der südlichen Ostküste der Insel.
Die Kernstadt mit rund 9.800 Einwohnern bildete bis 2010 das Zentrum einer Stadtgemeinde, die 2010 auf die neue Gemeinde Zakynthos erweitert wurde, die die gesamte Insel mitsamt den Strofades, also das Gebiet der bis 2010 existierenden Präfektur Zakynthos umfasst. Die Gemeinde, die bis dahin bestanden hat, ist seitdem ein Gemeindebezirk (dimotiki enotita), in dem die Kernstadt als Stadtbezirk oder ‚städtische Gemeinschaft‘ (dimotiki kinotita) geführt wird.

## Geographie
Die Stadt Zakynthos liegt an einem natürlichen Hafen nördlich des Skopos-Hügels auf der gleichnamigen Halbinsel und westlich des Bochali-Hügels. Diese stellt zugleich die westliche Begrenzung der Stadt dar. Auf seinen Höhenzügen liegen die venezianische Festung sowie der Stadtteil Bochali. Nördlich an den Bochali-Hügel schließt sich der Strani-Hügel an, welche im Kap Kryoneri in das Meer ausläuft. Die Entfernung von der Stadt Zakynthos nach Athen beträgt ca. 300 km, nach Kyllini auf der Peloponnes über die Meerenge des Zakynthos-Kanals ca. 10 km. Die Inselgruppe der Strofaden, welche sich 35 km südlich der Insel Zakynthos im Ionischen Meer befindet, gehört ebenfalls zum Stadtbezirk Zakynthos.

## Geschichte

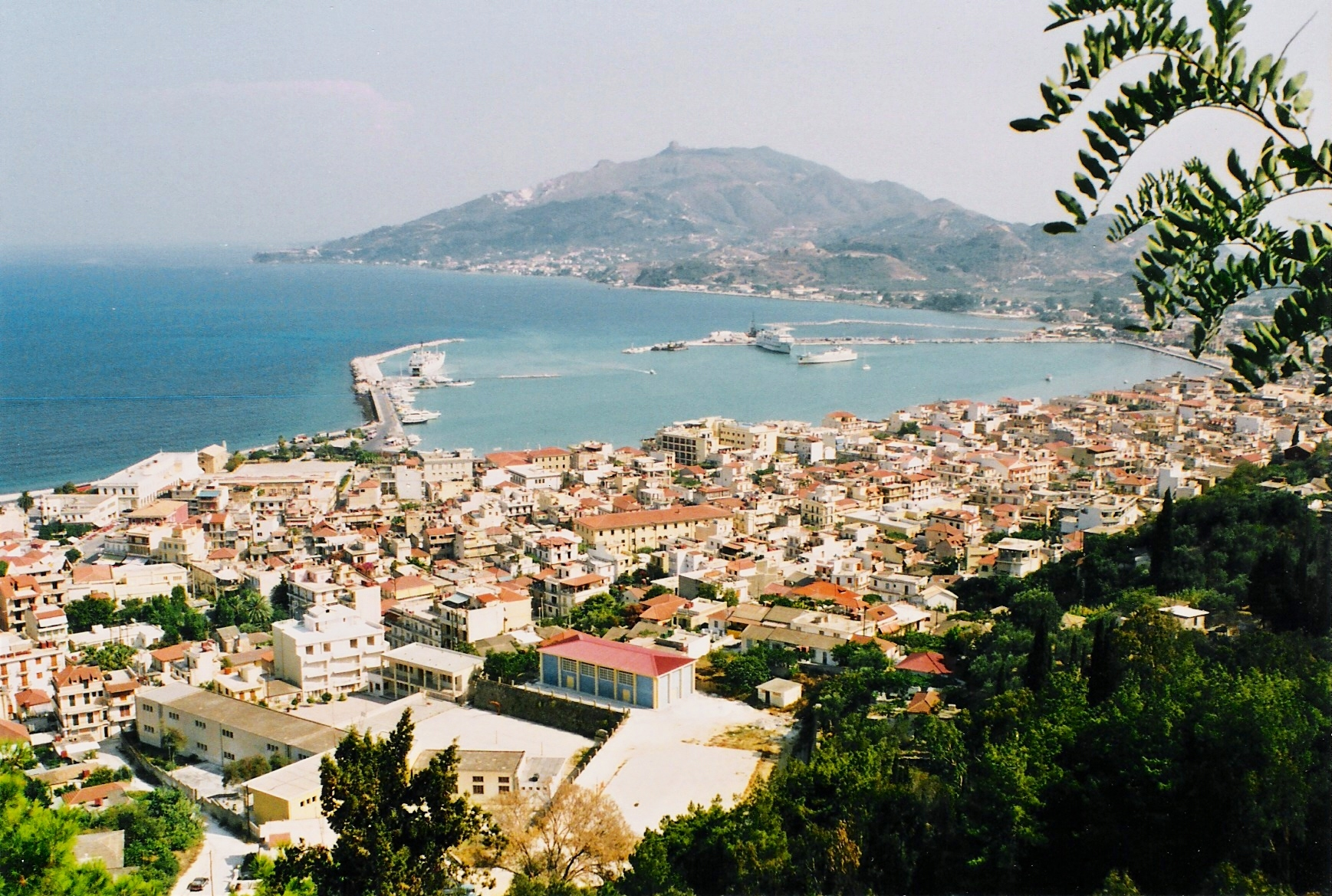
Blick auf den Hafen der Stadt Zakynthos

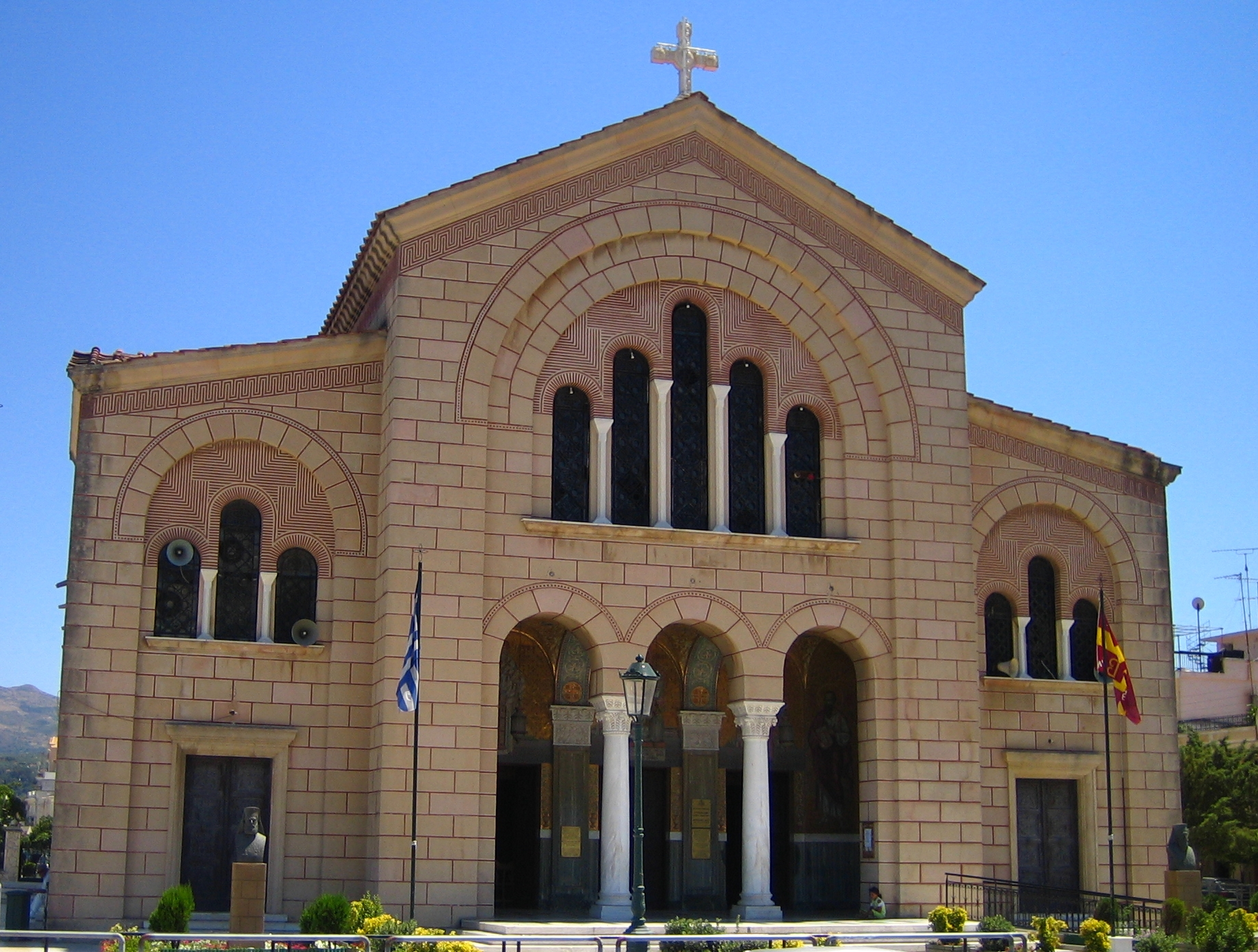
Agios-Dionysos-Kirche in der Stadt Zakynthos

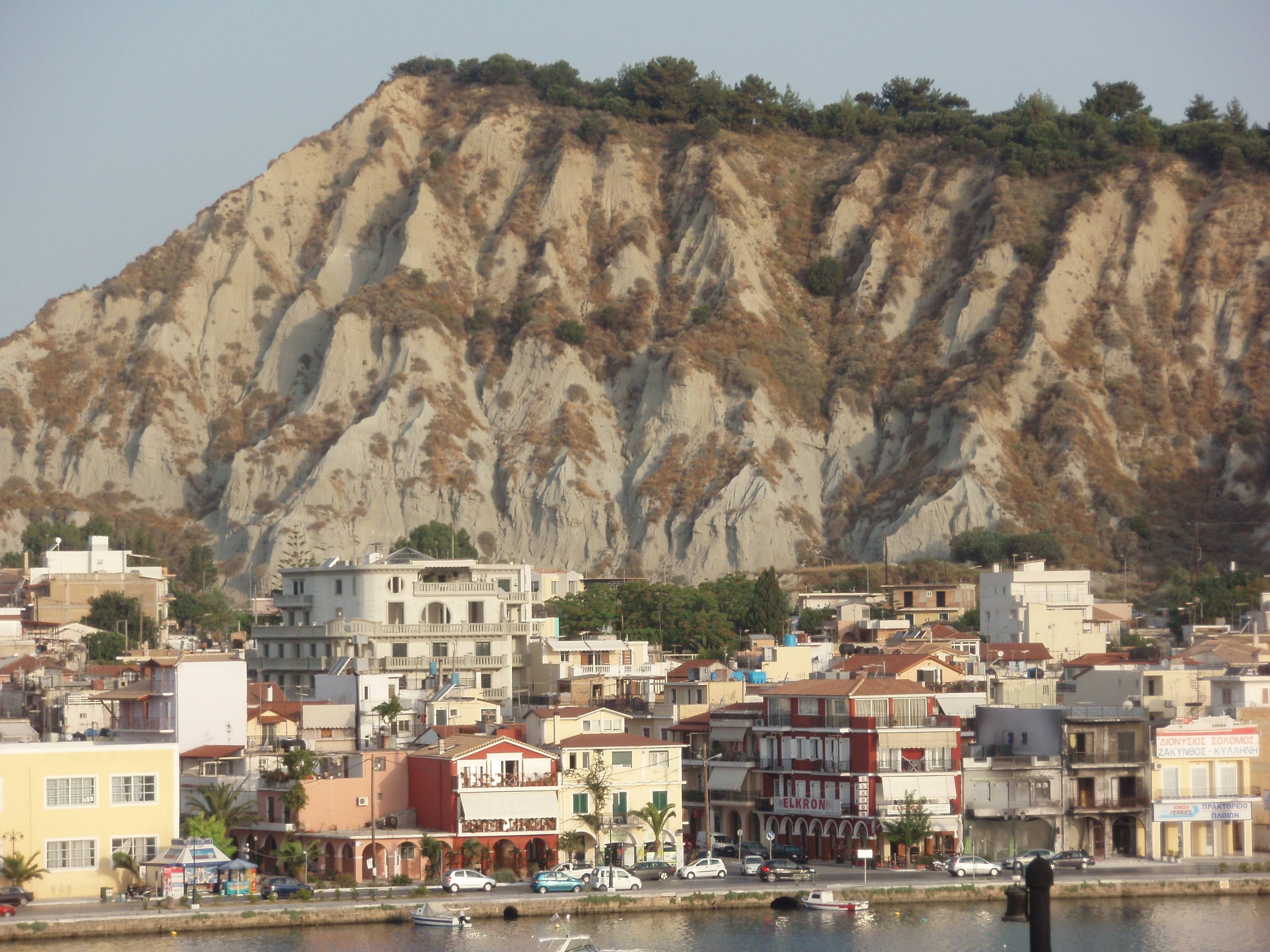
Häuser der Stadt Zakynthos an der Hafenpromenade (Stada Marina, Leoforos K. Lomvardou). Im Hintergrund der Hügel Bochali.

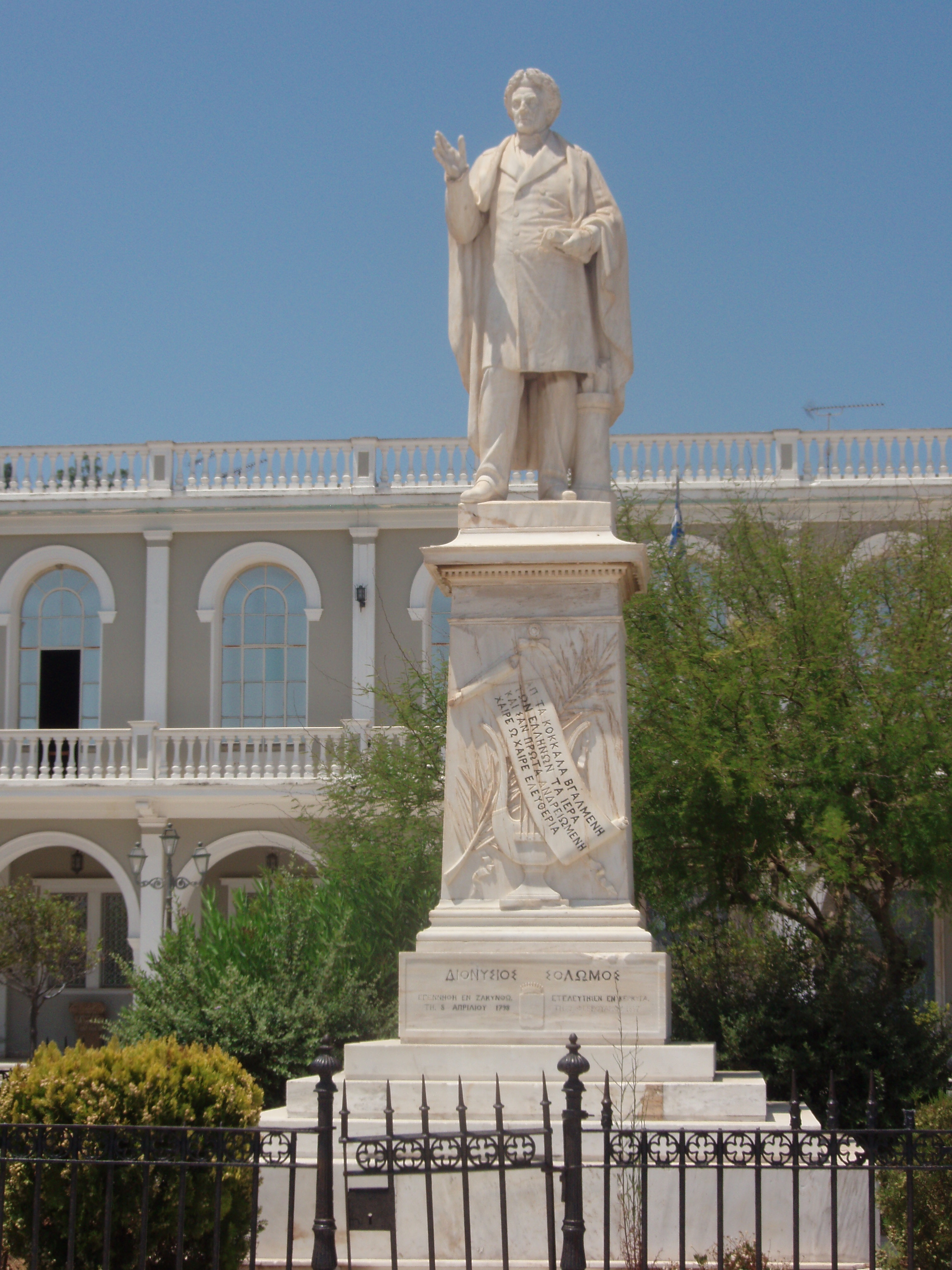
Statue des griechischen Schriftstellers Dionysios Solomos auf dem gleichnamigen Platz (Platia Dionysiou Solomou)

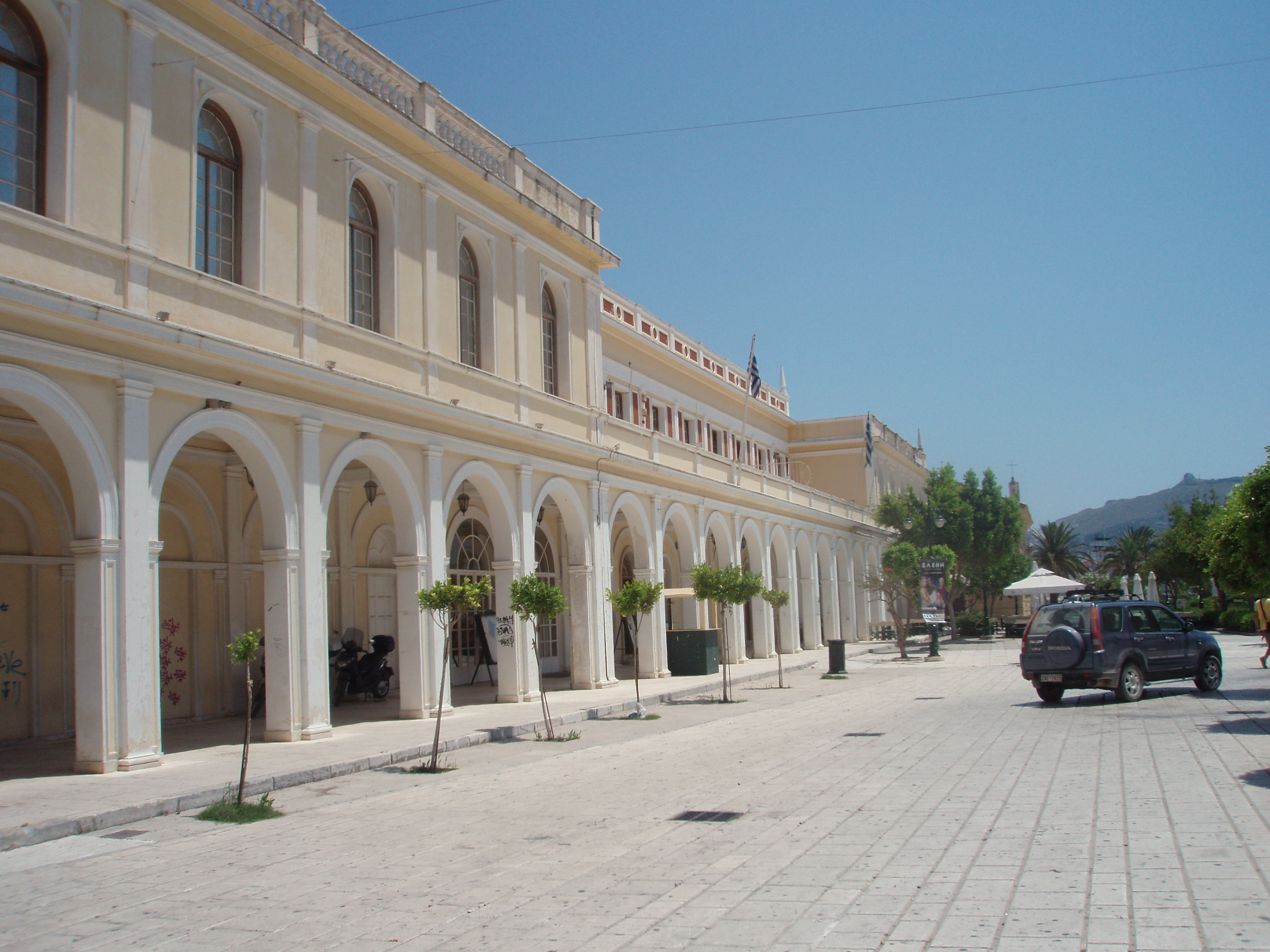
Das Städtische Theater wurde 1871/72 von Ernst Ziller entworfen und gebaut, nach dem Erdbeben von 1953 wiederaufgebaut

Die Stadt Zakynthos ist eine antike Gründung der Achaier. Systematische und/oder groß angelegte Ausgrabungen zur Darstellung der antiken Siedlung haben bis heute nicht stattgefunden. Das Kernstadtgebiet war seit der Antike durchgängig besiedelt.
Die 1185 Zakynthos erobernden Normannen begründeten den sichtbaren westlichen Einfluss auf die Stadtgestaltung und Architektur. Unter der langwährenden Herrschaft der Republik Venedig (14. bis Ende 18. Jahrhundert) prägten diese das Stadtbild. In Anlehnung an den Markusplatz in Venedig entstand so die Platia Agiou Markou (Agios-Markos-Platz) in Zakynthos, welcher an seiner westlichen Seite auch eine katholische Kirche aufweist. Der venezianische Einfluss schlug sich auch im kulturellen Leben der Stadt nieder: Sie wurde zu einem Zentrum der Ionischen Schule in der Musik; nach der türkischen Belagerung von Candia (heute Iraklio) auf Kreta kamen ab 1669 viele kretische Bürger nach Zakynthos. Auch die erste Musikschule des neuzeitlichen Griechenlands wurde in Zakynthos (Stadt) gegründet. Unter der auslaufenden venezianischen und der englischen Herrschaft im 18. und 19. Jahrhundert blühte auch die Literatur auf. Exponent dieser Kultur ist der berühmteste Sohn der Stadt, der Dichter Dionysios Solomos. 1864 endete die britische Herrschaft: danach kam die Stadt wie die Republik der Ionischen Inseln an das Königreich Griechenland. Nach dem Zweiten Weltkrieg erntete die Stadt Anerkennung für das Verhalten ihres Bürgermeisters Loukas Carrer und des griechisch-orthodoxen Bischofs während der deutschen Besatzungszeit von September 1943 bis Oktober 1944: die Auslieferung der knapp 300 Menschen jüdischen Glaubens wurde verweigert und die Menschen versteckt.
Der Ort wurde während der wiederholt auf Zakynthos auftretenden zum Teil schweren Erdbeben mehrfach zerstört und jeweils wieder aufgebaut. Ein schweres Erdbeben auf Kefalonia und Zakynthos am 12. August 1953 zerstörte die Stadt fast vollständig: neben den Erdstößen vernichtete das anschließend ausgebrochene Großfeuer Gebäude und Kunstschätze. Der Wiederaufbau stützte sich teils auf alte Baupläne, sodass die Stadt ihr altes Antlitz bewahren konnte. Heute zeigt sich Zakynthos als Mischung aus angepassten Neubauten und rekonstruierter Architektur.
Dank der an die Erdbebengefahr angepassten Bauweise mit tiefen Fundamenten und verstärkten Beton-Säulen entstanden bei einem Erdbeben der Stärke Mw 6,4 am 26. Oktober 2018 nur leichte Schäden (Schaufenster zersprangen, entlang der Hafenpromenade bildete sich ein Riss).

### Bevölkerung
Die Bevölkerungsentwicklung der Stadt Zakynthos verlief nach 1811 wie folgt:
- 1811: 14.124 (Stadt)[3]
- 1857: 20.000 (Stadt)[4]
- 1860: 20.000 (Stadt)[5]
- 1863: 18.000 (Stadt)[6]
- 1991: 13.000 (Stadt)

Im Jahre 1811 waren in Zakynthos (Stadt) 275 Menschen jüdischen Glaubens ansässig.

## Verkehr
Der internationale Flughafen Zakynthos „Dionysos Solomos“ liegt etwa vier Kilometer südlich der Stadt und nördlich der Ortschaft Kalamaki. Von dort aus werden vor allem im Sommer viele Flüge abgewickelt.
Der Hafen von Zakynthos ist Anlaufpunkt der Fährschiffe und ein Fischereihafen. Besondere Bedeutung hat der Hafen als Ausgangspunkt der Fährverbindung von Zakynthos nach Kyllini auf der Peloponnes. Auch beginnen viele Ausflugs- und Besichtigungsschiffstouren ihre Fahrt in Zakynthos-Stadt.

## Sehenswürdigkeiten

### Hafen-Piers – Umgebung entlang der Promenaden
Die Odos Lombárdou, bekannt auch unter ihrem alten venezianischen Name Stráda Marína, ist eine vor allem von Touristen stark frequentierte mit Restaurants und Läden gesäumte Hafenstraße. Sie verbindet die beiden Hafenpiers, die Agios-Dionysios-Pier im Süden und die Agios-Nikólaos-Pier im Norden des Hafens von Zakynthos.
Vom Markusplatz in südlicher Richtung verläuft die Odós 21. Maioú, die Einkaufsstraße der Stadt, welche ab der Höhe der Inselverwaltung, ein nach dem Erdbeben von 1953 im venezianischen Stil mit Arkadenbögen wieder aufgebauten Gebäudes, in die Odós Alexándrou Róma übergeht. Diese Promenade wird durch beidseitig der Straße verlaufende Bogengänge gekennzeichnet, welche die Bürgersteige überdecken.
Die schlichte, durch ein Gittertor von der Straße (Parallelstraße oberhalb der Odós Alexándrou Róma) abgegrenzte Widerstandsgedenkstätte erinnert an den während des Zweiten Weltkriegs amtierenden Bürgermeister Loukàs Karrér sowie an Erzbischof Chrisóstomos Dimítrios, welche durch ihre „Befehlsverweigerung“ mehreren Juden das Leben retteten. Nach der Besetzung Zakynthos' durch die Nazis wurde Bürgermeister Karrér befohlen, die Namen aller in der Stadt wohnenden Juden auf eine Liste aufzuschreiben. Er schrieb jedoch nur seinen eigenen Namen sowie jenen des Erzbischofs Dimítrios auf die Liste und gab somit zum Ausdruck, dass man eher sie töten müsste, als dass der Name eines Juden bekannt gegeben würde. Ebenso veranlassten die beiden die rechtzeitige Warnung der Juden, so dass diese sich rechtzeitig in Sicherheit bringen konnten. Bis zum Erdbeben von 1953 stand an diesem Ort die Synagoge der Stadt.
In direkter Nachbarschaft zur Gedenkstätte steht die Análipsi-Kirche, ein Kirchenbau aus dem 16. Jahrhundert.

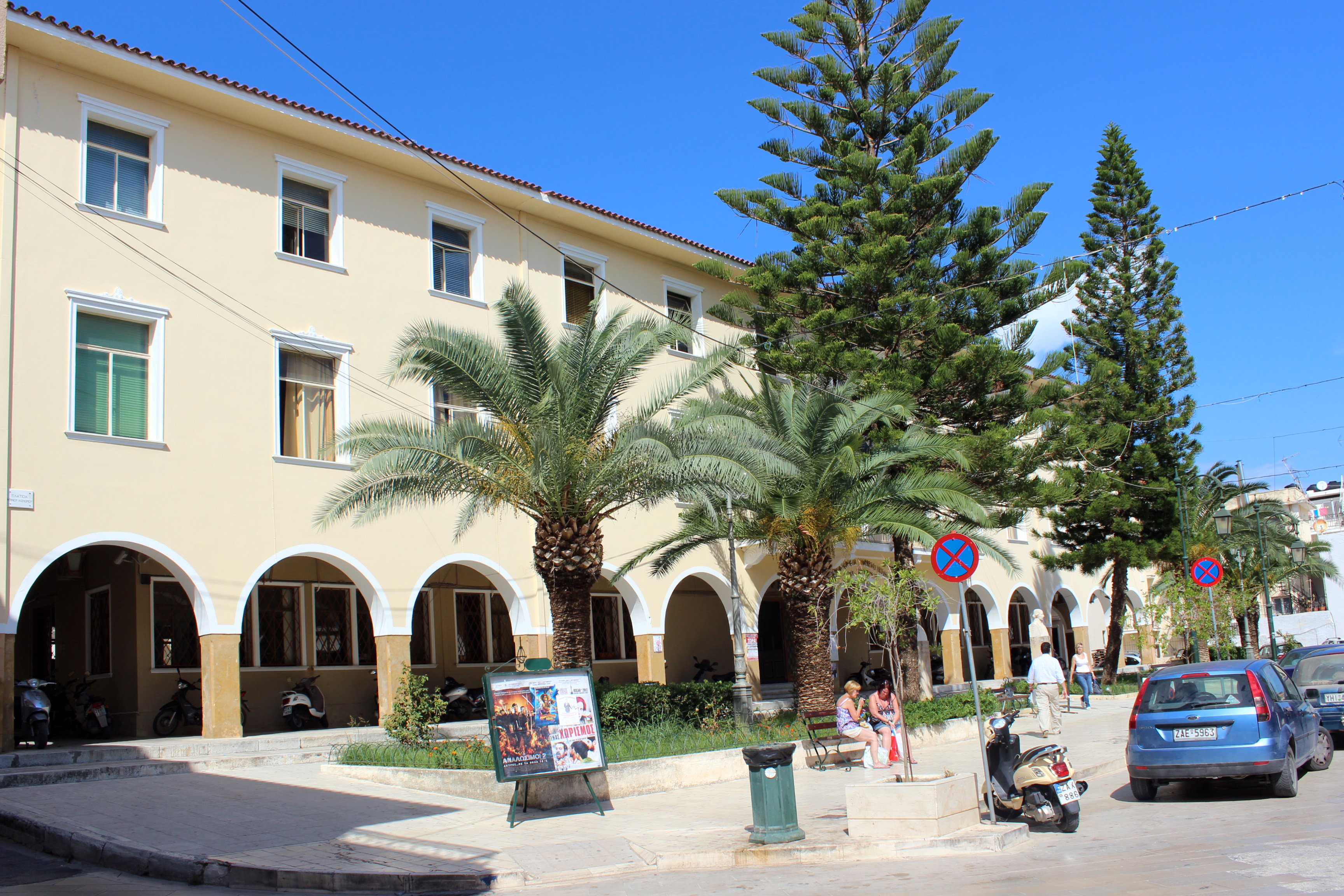
Gebäude der Inselverwaltung
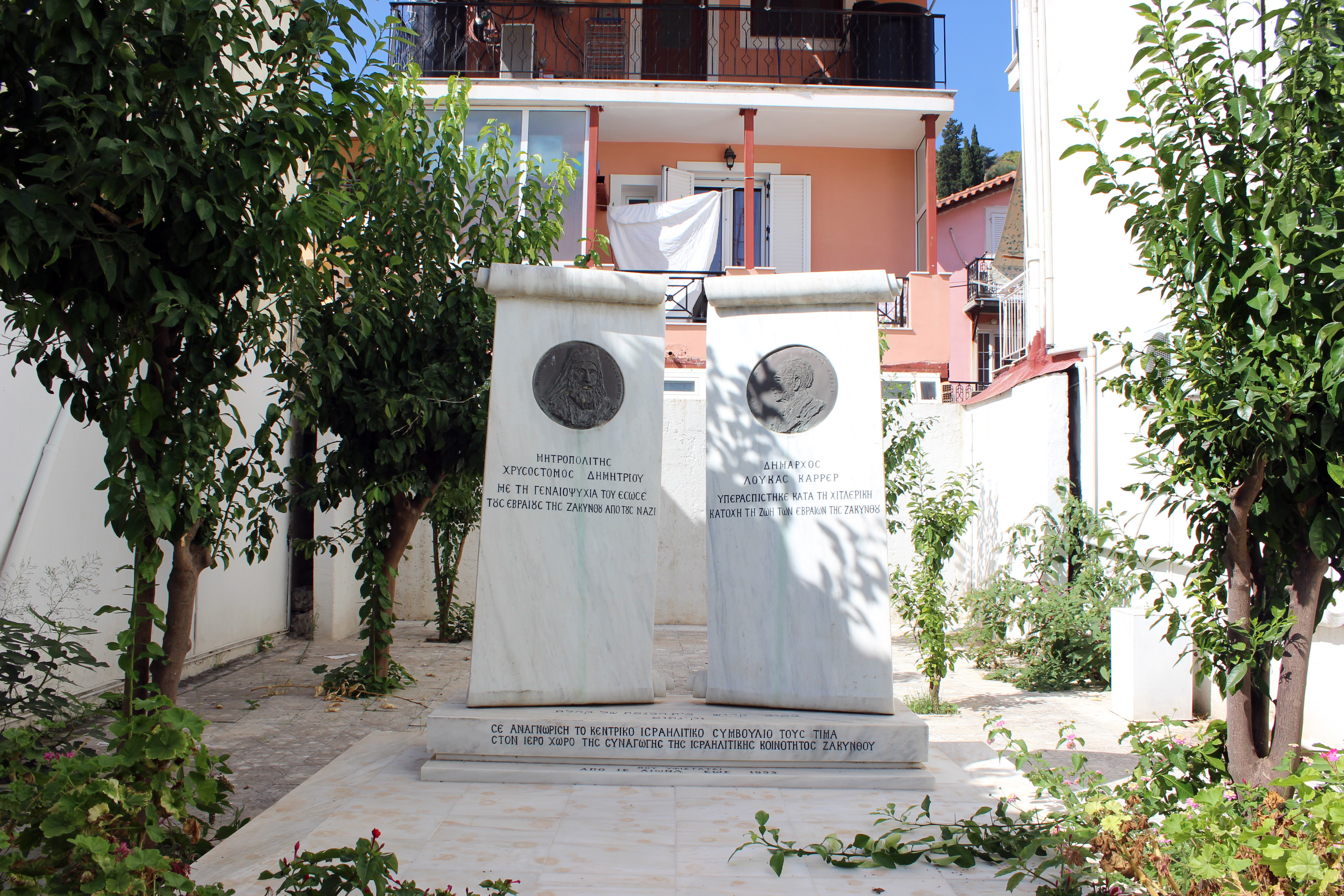
Widerstandsgedenkstätte
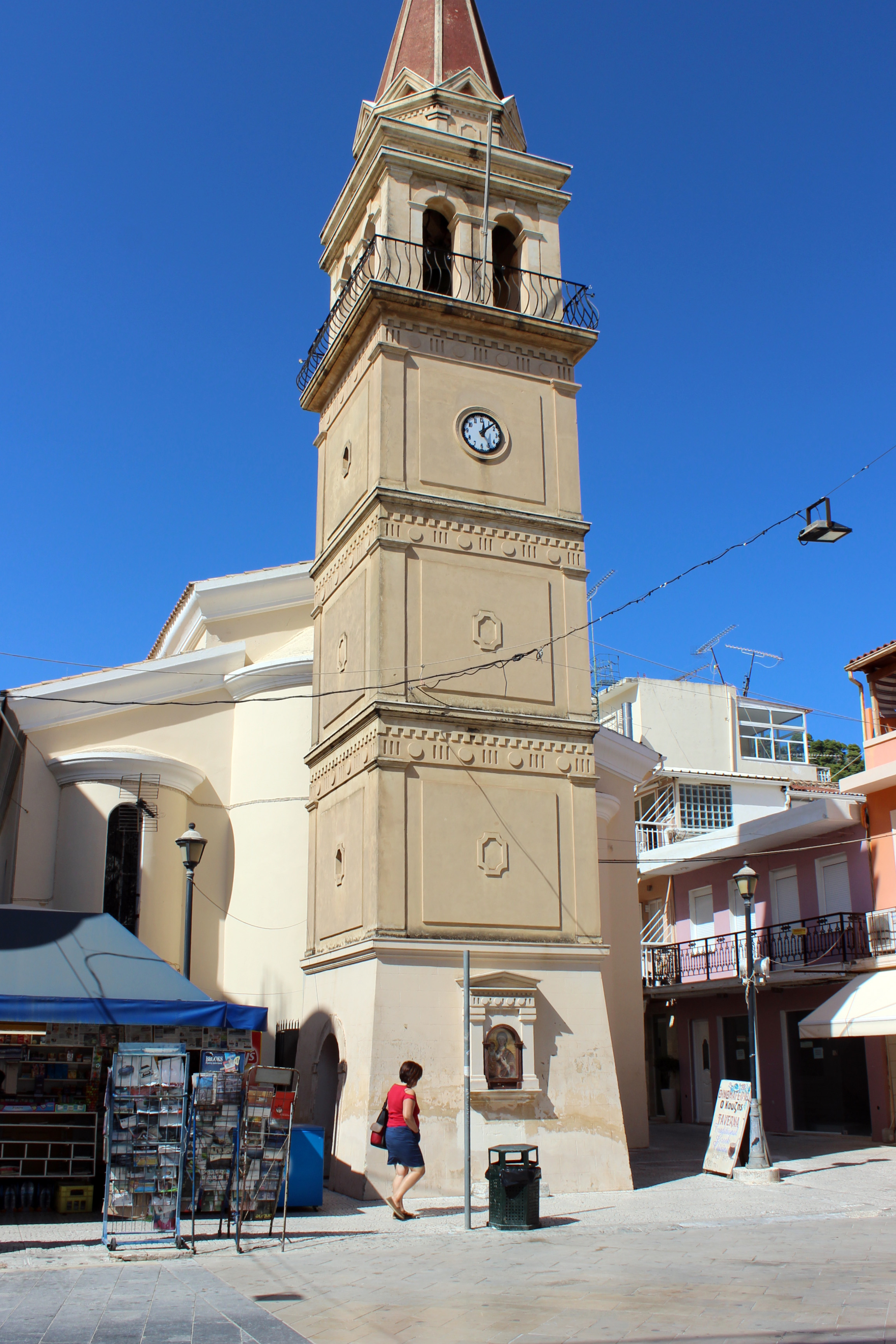
Agios Análipsi-Kirche

### Agios-Dionýsios Kirche – Umgebung der Agios-Dionýsios-Pier
Die Agios-Dionýsios Kirche direkt gegenüber der gleichnamigen Hafenpier gilt als Wahrzeichen der Stadt. Das in den Jahren 1925 bis 1948 an der Stelle einer älteren Kirche erbaute Gotteshaus wurde beim schweren Erdbeben auf Kefalonia und Zakynthos 1953 nur leicht beschädigt. Auffällig ist der abseits stehende Campanile (Glockenturm). Das Innere der dreischiffigen Kirche ist fast vollständig ausgemalt, reich mit vielen Fresken verziert, der Raum mit silbernen venezianischen Kronleuchtern erleuchtet. Mehrere Gemälde beschreiben das Leben und Wirken des Heiligen Dionysios. Dessen Gebeine sind in der rechten Seitenkapelle in einen kunstvoll verzierten silbrigen Sarkophag aufbewahrt.
Direkt neben der Dionysioskirche steht der mächtige Bau des Klosters der Strophaden und des Heiligen Dionysios Als Folge der dauernden Piratenüberfälle verließen die Mönche das Metamorphosis-Kloster auf der Strophadeninsel Stamfánizu Beginn des 18. Jahrhunderts und ließen sich in Zakynthos-Stadt nieder. So wurde auch 1716 der Leichnam des Heiligen Dionysios nach Zakynthos überführt. Im großen Gebäudekomplex des Klosters leben heute noch einige wenige Mönche. Ebenfalls im Klostergebäude untergebracht ist das im Jahr 2000 eröffnete Kirchenschatzmuseum. Die Hauptsehenswürdigkeit des Museums ist das über acht Meter breite Gemälde die Überführung des heiligen Dionysios von Nikolaos Koutouzis aus dem Jahr 1766.
Die ursprünglich im 15. Jahrhundert erbaute Faneroméni-Kirche wurde beim Erdbeben von 1953 fast ganz zerstört, folgend originalgetreu wieder aufgebaut. Weniger Schäden erlitt beim Erdbeben der Glockenturm.

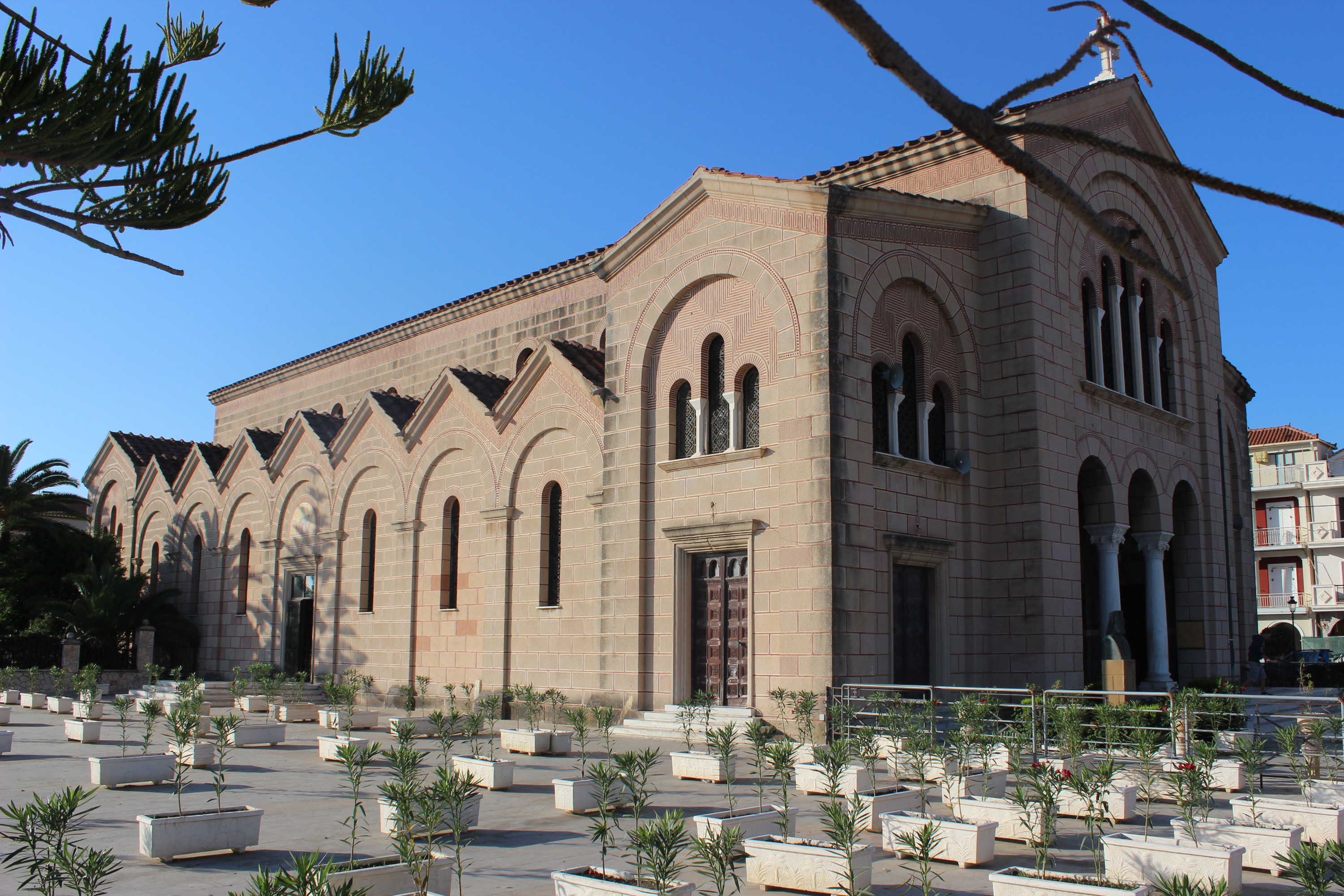
Agios-Dionysios-Kirche – Seitenansicht
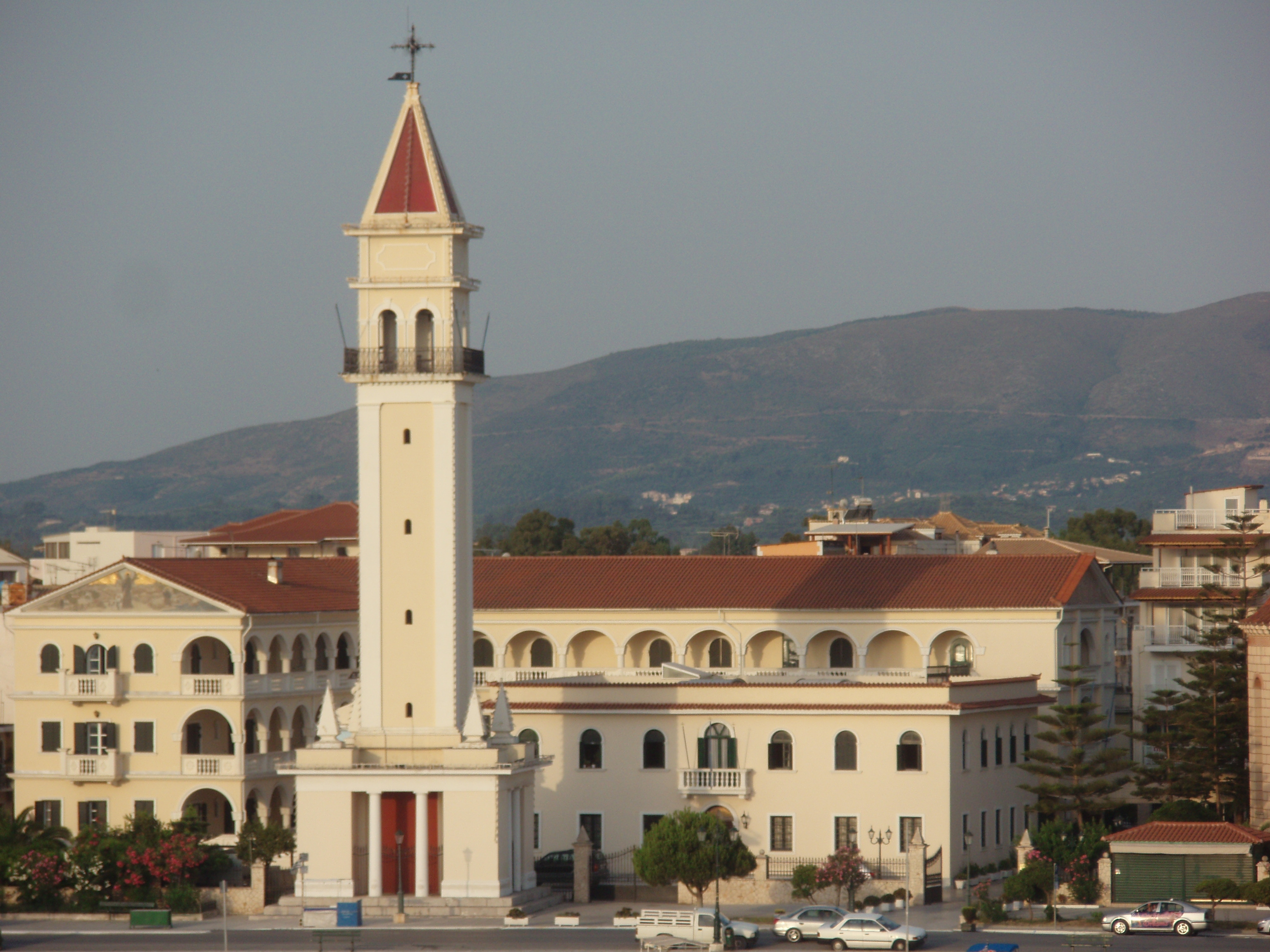
Kloster der Strophaden mit Glockenturm
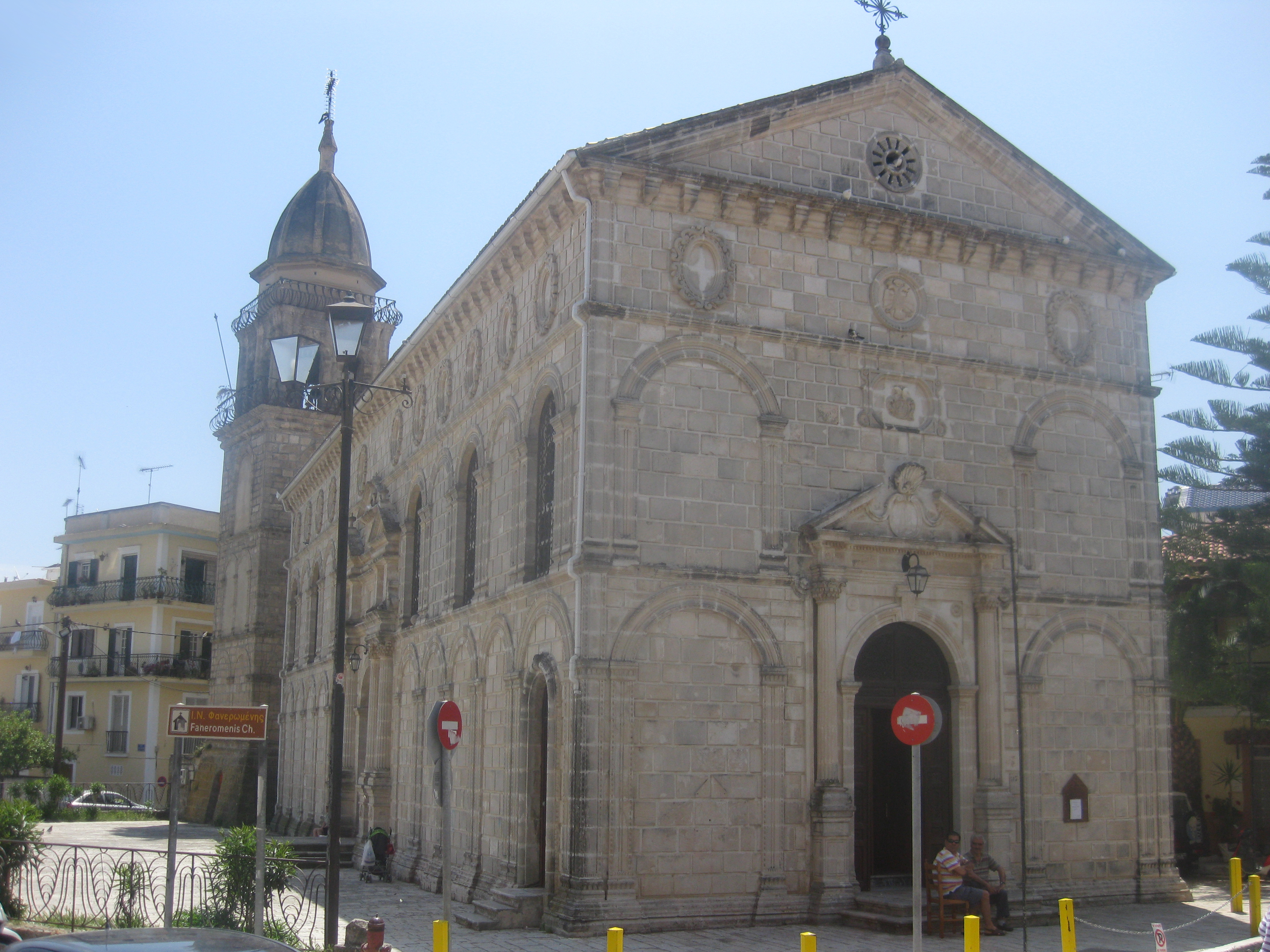
Faneroméni-Kirche (Außenansicht)
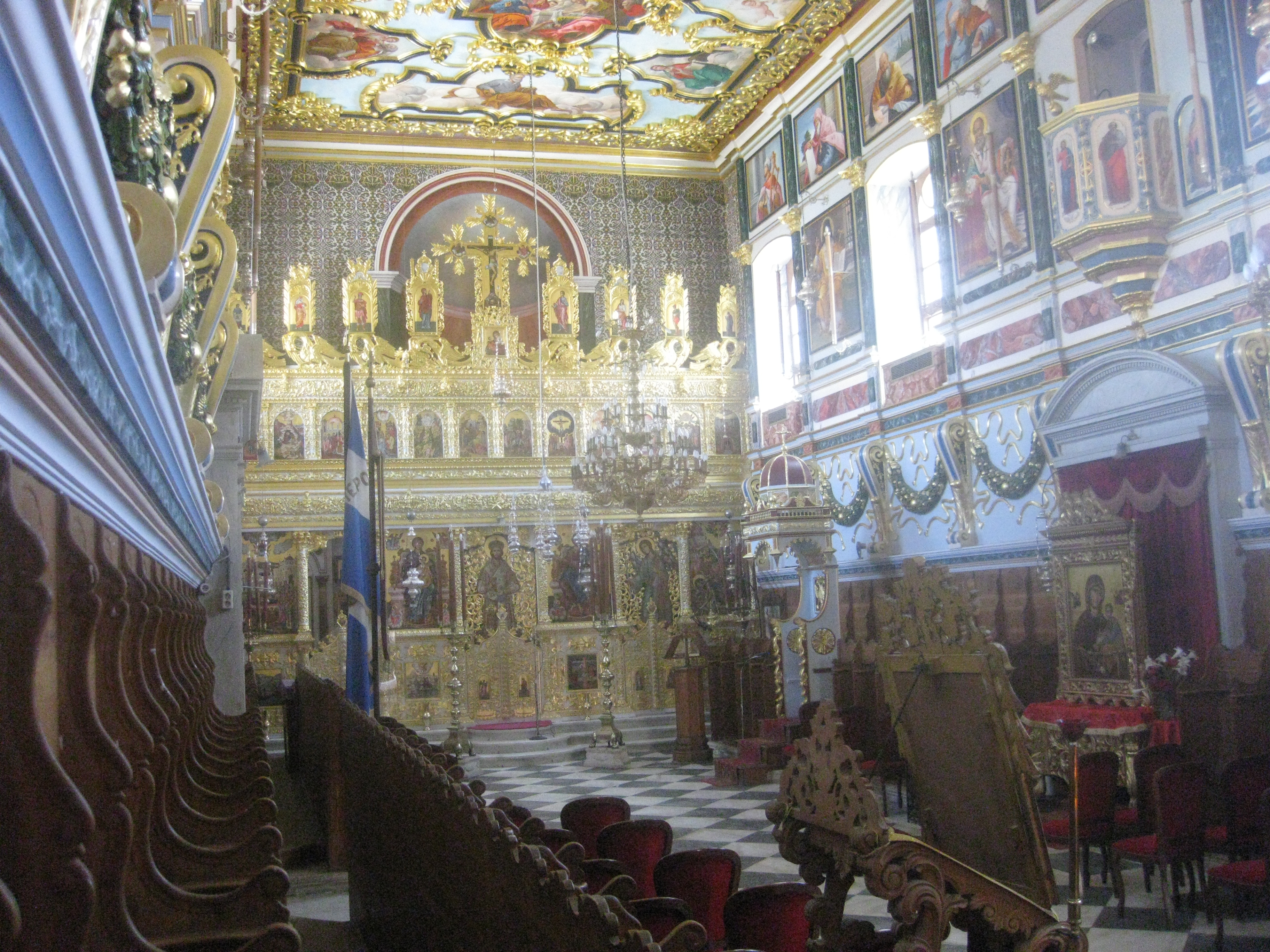
Faneroméni-Kirche (Innenansicht)

### Platía Solomoú – Umgebung der Agios-Nikólaos-Pier
Der Platía Solomoú  (Dionysios Solomos Platz) ist der bedeutendste und größte Platz der Stadt, direkt angrenzend zur nördlichen Hafenmole Agios-Nikolaos-Pier.
Direkt im Zentrum des Platzes steht die Statue des griechischen Dichters Dionysios Solomos , welcher auch dem Platz seinen Namen gab. Im Sockel der Statue sind einige Verse der von ihm geschriebenen griechischen Nationalhymne angebracht.
Die Freiheitsstatue zeigt eine Siegesgöttin, die einen Kranz aus Olivenzweigen zum Himmel streckt. Die Statue erinnert an die staatliche Unabhängigkeit Griechenlands von 1821.
Am südlichen Ende des Platzes steht die Nikolauskirche. Sie wurde 1562 von Seefahrern zu Ehren ihres Schutzpatrons erbaut. Ursprünglich befand sich die Kirche auf einer kleinen Insel vor Zakynthos, erst im Verlaufe der Zeit wurde diese durch Aufschüttungen mit dem Festland verbunden. Der freistehende Glockenturm im byzantinischen Stil diente ursprünglich auch als Leuchtturm. Beim Erdbeben von 1953 wurde das Gotteshaus fast vollständig zerstört, folgend wieder originalgetreu aufgebaut. Das Kircheninnere ist mit vielen Fresken und Wandmalereien geschmückt. Sehenswert sind auch die zwei erhalten gebliebenen geschnitzten mit Gold überzogenen Ikonostasen aus dem 16. Jahrhundert. In der Kirche sind einige Priestergewänder des Inselheiligen Dionysios (in einer Vitrine rechts neben dem Eingang) ausgestellt.
Nicht nur das Gebäude der 1628 erbauten Bibliothek wurde beim Erdbeben von 1956 zerstört, sondern auch viel historische Bücher und Werke. Das Gebäude wurde nach den Originalplänen von Ernst Ziller wieder aufgebaute und beherbergt heute nicht nur die Bibliothek mit über 50.000 mehrheitlich historischen Büchern und Schriftstücken, sondern auch das Kulturzentrum sowie einen Kinosaal.
Auf der Nordwestseite des Platzes befindet sich in einem hellen Gebäude das Museum für nachbyzantinische Kunst. Das Gebäude wurde nach dem Erdbeben 1953 originalgetreu an gleicher Stelle wieder errichtet und das Museum 1960 eröffnet.

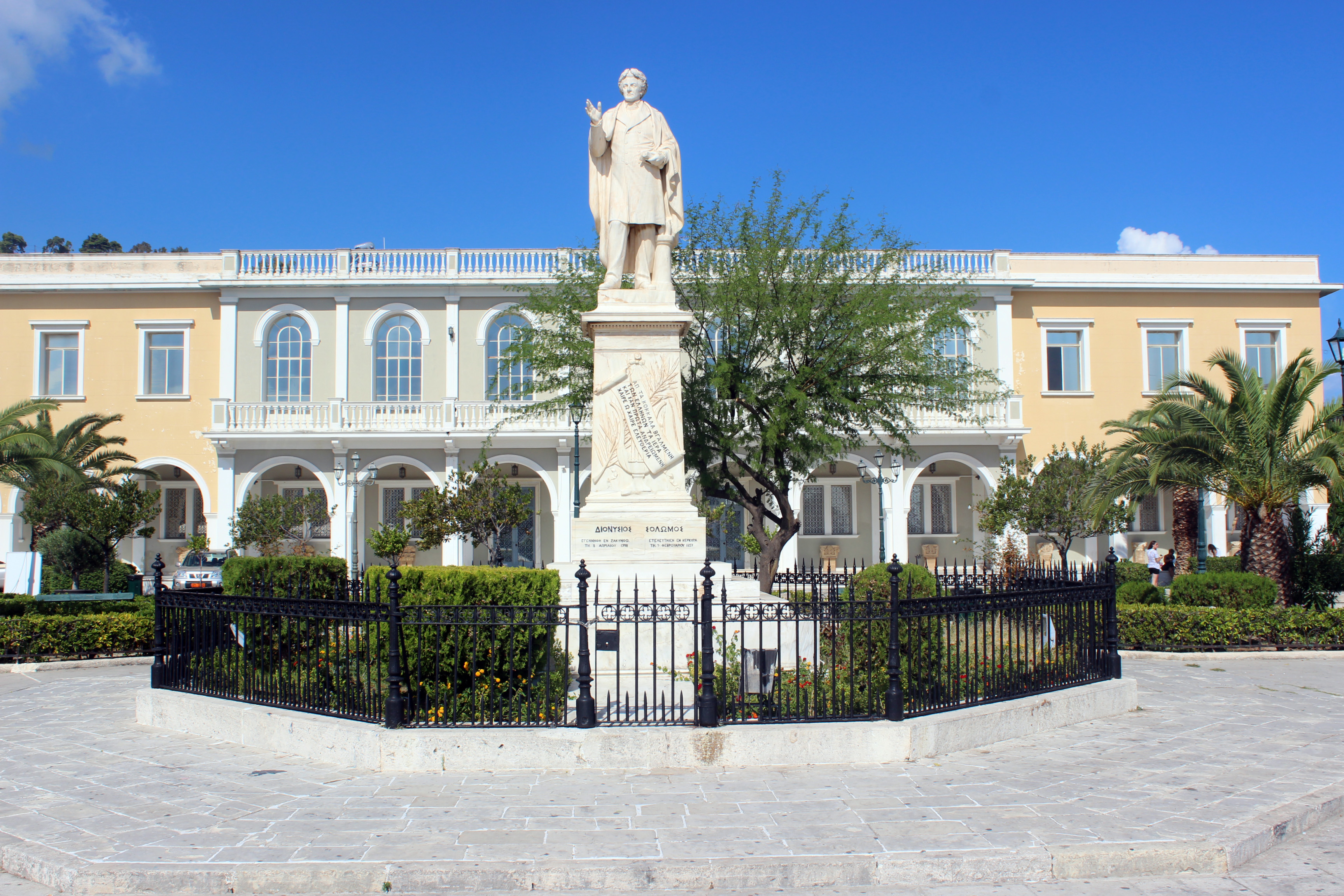
Statue Dichters Dionysios Solomos – im Hintergrund Museum für nachbyzantinische Kunst
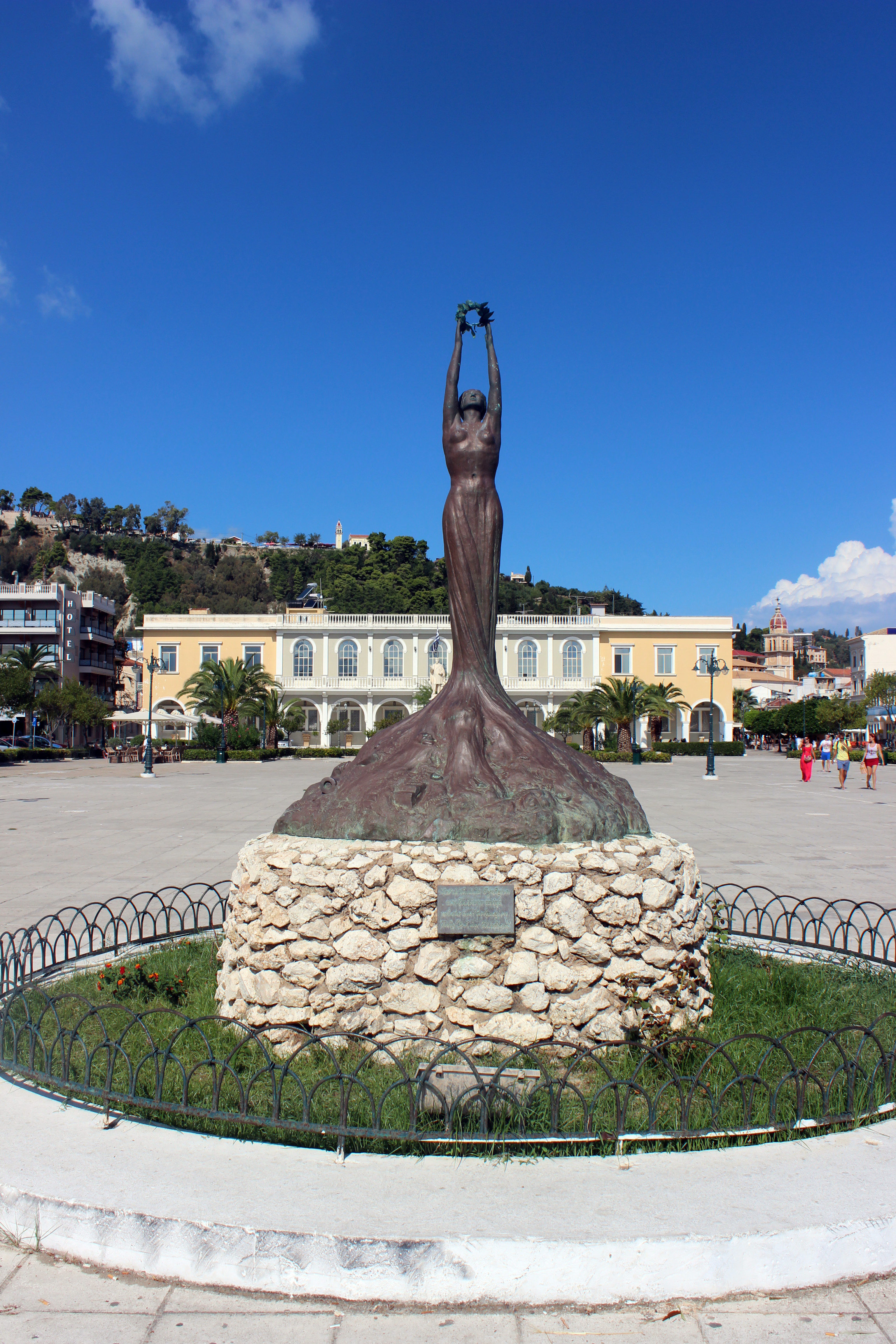
Freiheitsstatue beim Dionysios Solomos Platz
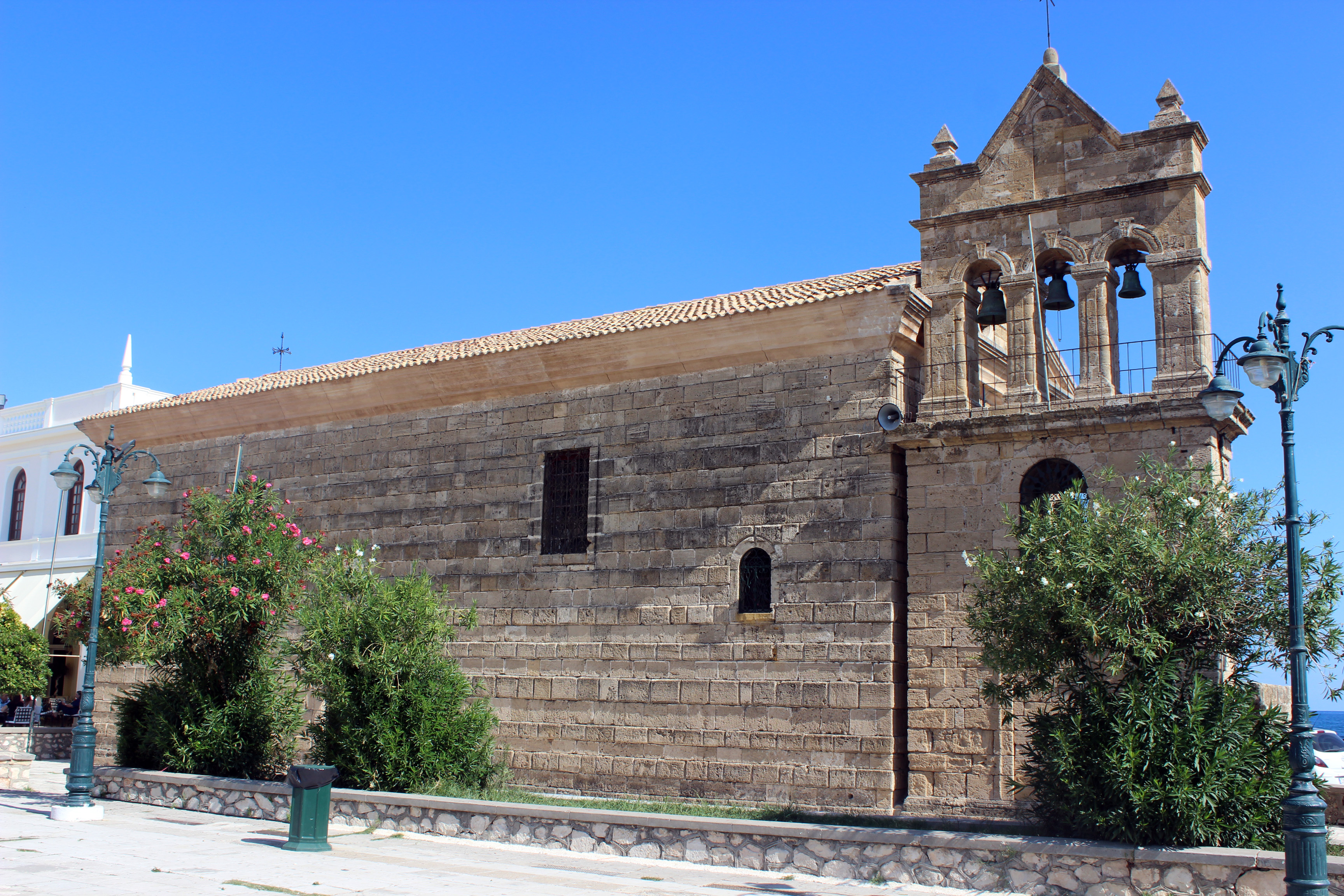
Nikolauskirche beim Dionysios Solomos Platz
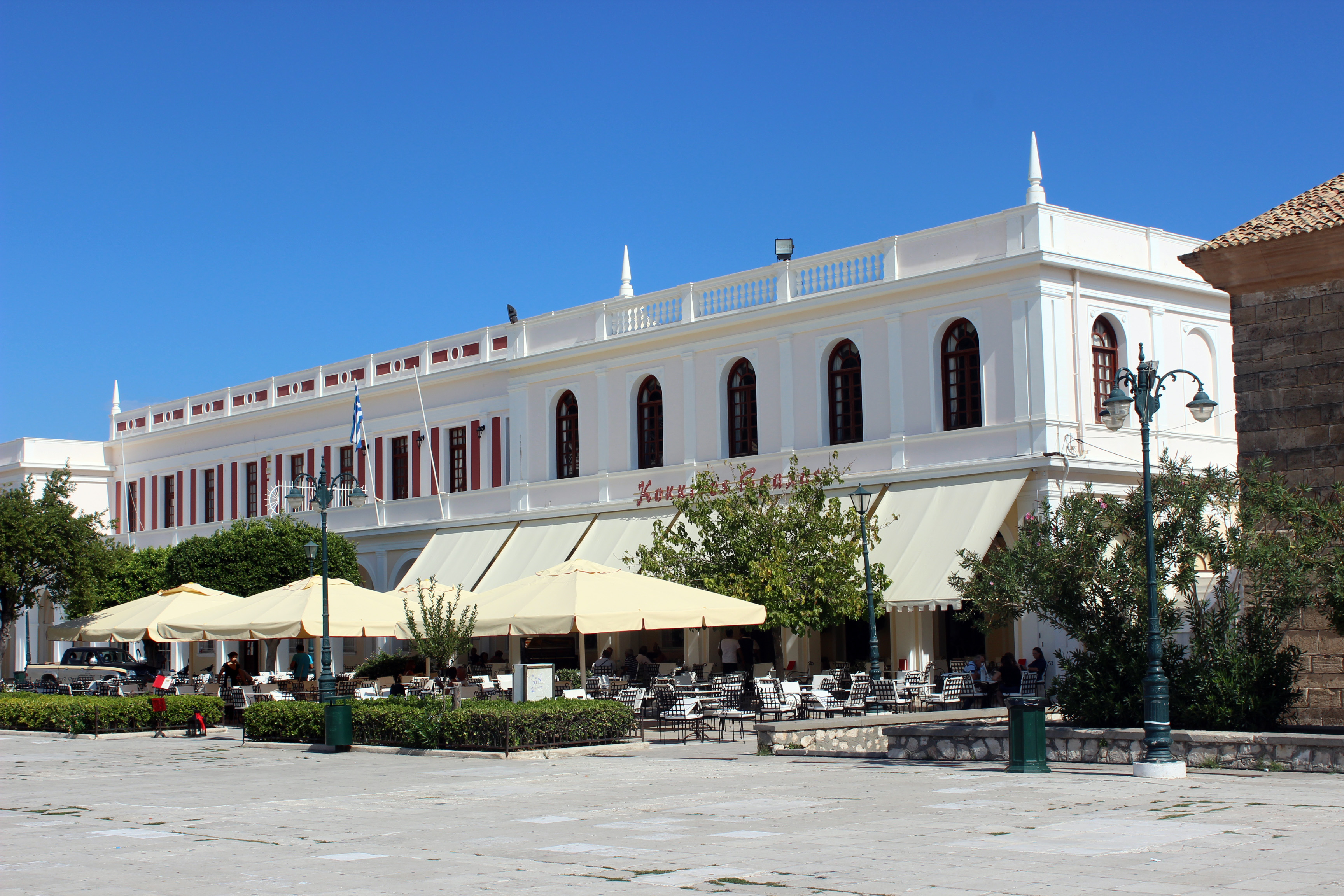
Bibliothek und Kulturzentrum beim Dionysios Solomos Platz
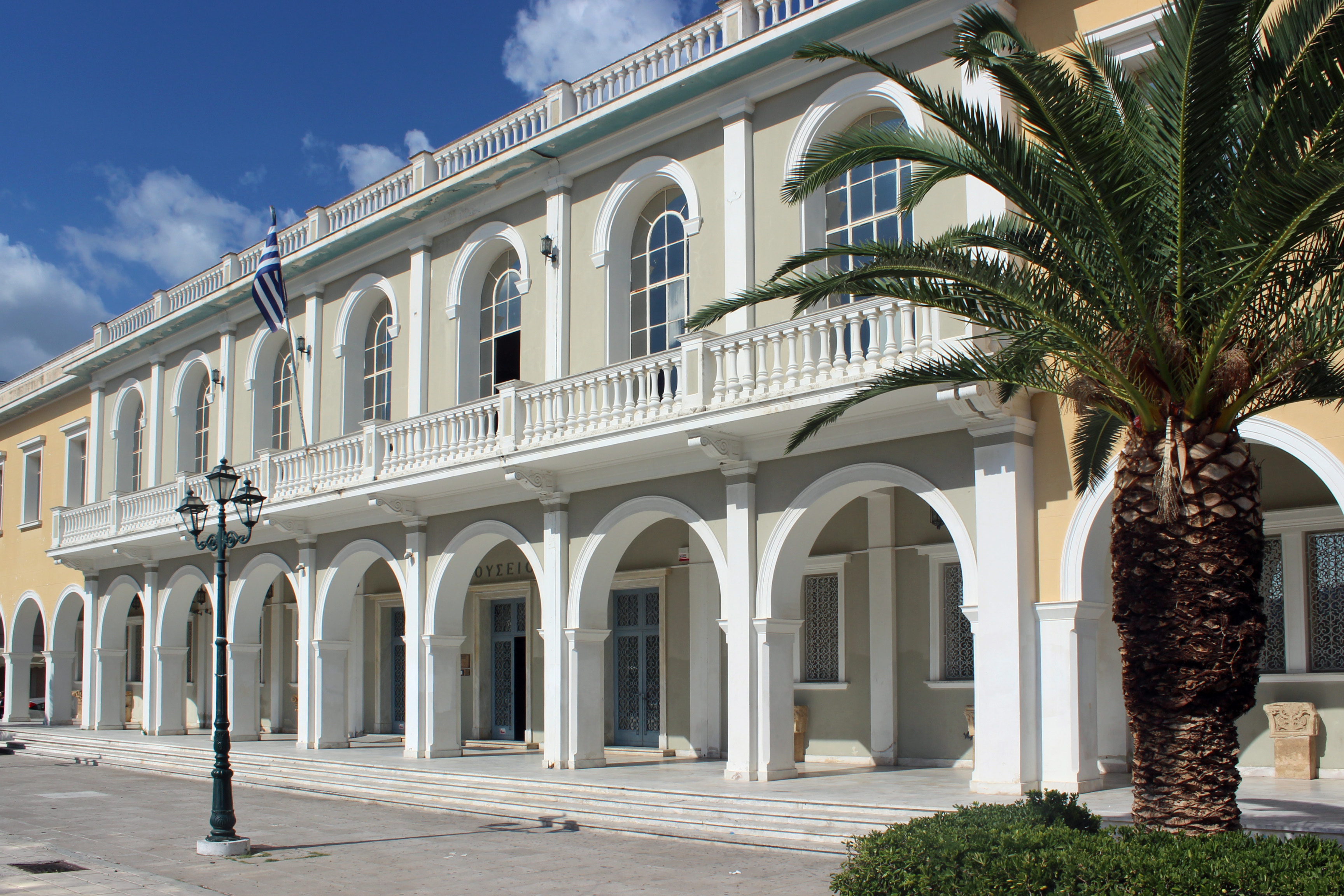
Museum für nachbyzantinische Kunst, Zakynthos Stadt

### Markusplatz mit Markuskirche und Umgebung

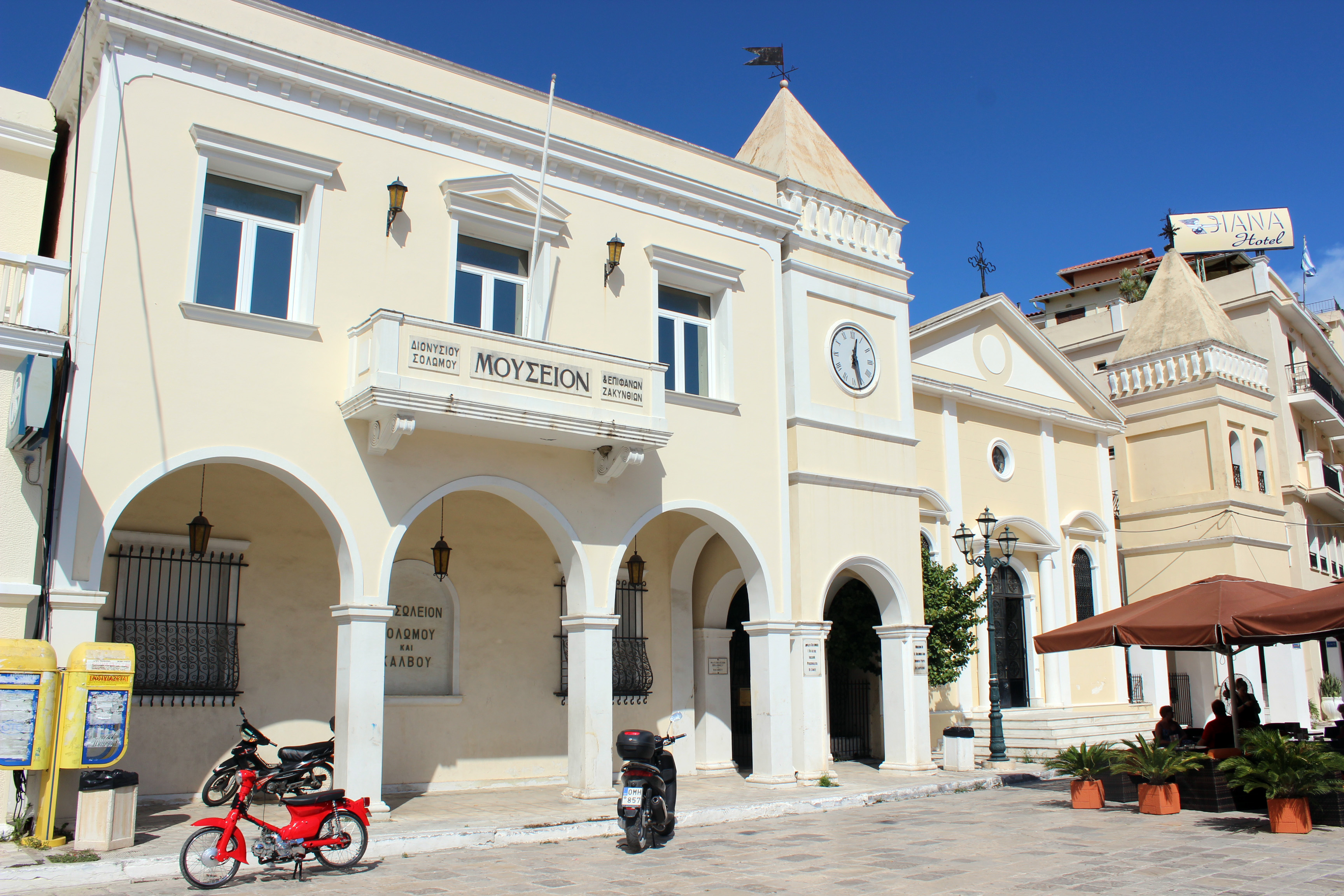
Solomós-Museum und Markuskirche, beim Platía Agíou Márkou (Markusplatz)

Im nördlichen Teil der Stadt befindet sich der gepflasterte dreieckige Platía Agíou Márkou (Markusplatz).
Die direkt am Markusplatz gelegene katholische Markuskirche, das einzige katholische Gotteshaus der Stadt, wirkt wesentlich schlichter als die orthodoxen Gotteshäuser der Stadt. Die ursprünglich im Jahr 1518 von den Venezianern erbaute Kirche wurde beim Erdbeben von 1953 vollständig zerstört und danach wieder aufgebaut. Nur wenige Einrichtungen des Kircheninnern konnten gerettet werden, so ein Bildnis über dem Alter des Evangelisten Markus.
In einem Gebäude mit einem angebauten Glockenturm links der Markuskirche befindet sich das Solomós-Museum. Das Grab des griechischen Nationaldichters Dionysios Solomos ist als Mausoleum ein Teil des Museums. Solomós teilt seine letzte Ruhestätte mit seinem Zeitgenossen Andréas Kálvos.

### Herrenhaus der Familie Róma mit Kirche Kiría ton Angélon
Das stattliche Gebäude am nördlichen Ende der Stadt wurde 1660 errichtet. Zwischenzeitlich (1814 bis 1864) diente das Haus als Residenz der Inselverwaltung. Im Jahr 1880 ging das Gebäude in den Besitz der auf Zakynthos sehr einflussreichen Familie Róma. Das Herrenhaus der Familie Róma wurde nach der Zerstörung durch das schwere Erdbeben von 1953 durch Nachfahren der Familie wieder aufgebaut. Ab dem Jahr 2007 beherbergt das Haus ein Museum mit einer umfangreichen Dokumentation über das Leben der Aristokratenfamilie vom 18. bis ins 20. Jahrhundert.
Direkt neben dem Herrenhaus befindet sich die 1687 im spanischen Stil erbaute Kirche Kiría ton Angélon (zu dt. Herrscherin der Engel). In den gelblichen Kalkstein der Fassade sind der Erzengel Michael, ein byzantinischer Doppeladler und eine Maria mit Kind gemeißelt. Das Kircheninnere ist mit Wandmalereien und Fresken geschmückt. Die Ikonostase stammt aus Kreta und ist mit einer Marienikone des Künstlers Panaiotis Doxaras (1662–1729) verziert.

### Kastro Ruinen und Lófos Stráni
Oberhalb der heutigen Hauptstadt, auf dem Kastro-Hügel, befinden sich die wenig verbliebenen Reste und Ruinen des ursprünglichen Zakynthos. Zur Zeit des antiken Griechenlands war die Stadt recht groß und prächtig, mit einer Akropolis, einem Apollotempel und einem Stadion. Auch die mittelalterliche byzantinische Stadt war oben auf dem Hügel gebaut. Obwohl im 16. Jahrhundert zur Zeit der Venezianer allmählich an der Küste eine neue Stadt entstand, wurden die alten Mauern auf dem Hügel zu einer mächtigen Burganlage, dem „Kástro“, ausgebaut. Zur Zeit der britischen Herrschaft richteten die Engländer auf dem Kastros eine Garnison ein. Die heute noch erhaltenen Ruinen können, quasi als großes Freilichtmuseum und eingebettet in einen großen Park, gegen einen Eintritt besichtigt werden.
In nördlicher Richtung, ausgehend vom Eingang der Kastro Ruinen, steht die Kirche Zoodóchos Pigí. Im Innern der Kirche besticht vor allem die vergoldete Altarwand.
Weiter in nördlicher Richtig folgt zuerst das Quartier Bóchali, folgend der Lófos Stráni, ein kleiner Hügel mit einer kleinen Parkanlage. Auf der Aussichtsplattform steht eine Büste des Dichters Dionysios Solomos mit einer Gedenktafel. An diesem Ort schrieb Dionysios im Mai 1823 das Gedicht „Hymne der Freiheit“, dessen Verse später in die griechische Nationalhymne übernommen wurden.

## Persönlichkeiten
Berühmte Persönlichkeiten, welche mit Zakynthos in Verbindung stehen, sind:
- Dionysios Solomos (* 1798, Zakynthos; † 1857, Korfu): griechischer Dichter, Texter der griechischen Nationalhymne.
- Antonio Cagnoli (* 1743, Zakynthos; † 1816, Verona, Italien): italienischer Astronom.
- Ugo Foscolo (* 1778, Zakynthos; † 1827, Turnham Green, London): italienischer Dichter.
- Andreas Kalvos (* 1792, Zakynthos; † 1869, Louth, Großbritannien): griechischer Dichter.
- Pavlos Carrer (* 1829, Zakynthos; † 1896, Zakynthos): griechischer Komponist.
- Gennaios Kolokotronis (* 1803, Zakynthos; † 1868): griechischer Politiker, Ministerpräsident 1862.
- Loukas Karreris, auch Lukas Carrer: griechischer Politiker, Bürgermeister von Zakynthos im Zweiten Weltkrieg.
- Dionysios Tsokos (* 1820, Zakynthos; † 1862, Athen): griechischer Maler.
- Konstantinos Iatras (* 1811, Zakynthos; † 1888, Zakynthos): griechischer Maler.
- Elisabeth Moutsan-Martinegnou (* 1801, Zakynthos; † 1832, Zakynthos): griechische Schriftstellerin.[8]
- Nikolaos Kandounis (* 1767, Zakynthos; † 1834, Zakynthos): griechischer Schriftsteller.
- Nikolaos Koutouzis (* 1741, Zakynthos; † 1813, Zakynthos): griechischer Schriftsteller.
- Dionysios Thavoularis (* 1840, Zakynthos; † 1928): griechischer Schauspieler.
- Dionysios Kallivokas (* 1806, Zakynthos; † 1877, Athen): griechischer Maler.
- Spiridion Poloméni (* 1844, Zakynthos; † 1930, La Marsa, Tunesien): griechischer römisch-katholischer Geistlicher und Weihbischof in Karthago.